# كريستين مونتالبيتي
كريستين مونتالبيتي هي أديبة فرنسية ولدت عام 1965 في هافر.

## السيرة الذاتية
من خريجي المدرسة العادية العليا للبنات (فوج 1985)، و المدرسة العليا للأساتدة، محاضرة في الأدب الفرنسي في جامعة باريس-8 بعد أن شغلت هذا المنصب في جامعة رين 2 منذ عام 1994. صُنفت بعض أعماله كروايات للسينما».

## الأعمال

### الروايات
- Sa fable achevée، Simon sort dans la bruine، 2001
- أصل الإنسان، 2002، حول جاك باوتشر من بيرثيس
- الغربية، 2005
- اليوم الأمريكي، 2009
- تبخر العم، 2011
- فندق الحب، 2013
- لا شيء أكثر من الأمواج والرياح، 2014 - جائزة فرانز هيسيل 2014[4]
- تتكون الحياة من هذه الأشياء الصغيرة جدا، 2016
- كازينو تروفيل، 2018
  - خبر حقيقي من 25 أغسطس 2011، سرقة كازينو تروفيل سور مير من قبل رجل يبلغ من العمر 75 عاما، أعيد النظر فيه[5]، في سرد الشخص الثاني (أنت)...
- أسماك سلفي، بو ل، 2019
- ما هو الوجود، بو ل، 2021، 378 ص.(ردمك 978-2-8180-5133-7)

### المسرح
- قضية جيكل، 2010
- صانع الضوضاء، 2017
- مؤتمر الكائنات، بي.، 2020، جائزة إميل أوجيه من الأكاديمية الفرنسية.

### القصص
- تجربة الحملة، 2005

### الأخبار
- أخبار عن الشعور بالحب، 2007
- وجبات الإفطار مع بعض الكتاب المشهورين، 2008

### النصوص والصور
- من خلال كتابة "اليوم الأمريكي"، 2009

### كتالوج الفنان
- المهرب. يوميات السفر من الفوتون, في أيام جميلة, كتالوج معرض جان مارك بوستامانتي, كونستهاوس بريجنز, 2006
  - (بالألمانية)

### أخرى
- صور القارئ في النصوص الروائية، 1992.
- الاستطراد في السرد، 1994.
- "مفارقة حول الممثل الكوميدي"، ديدرو، 1994.
- السفر والعالم والمكتبة، 1997.
- جي أوشرارد جينيت، شاعرية مفتوحة، 1998.
- شاتوبريان، مصنع النص، 1999.
- الخيال، 2001
- الشخصية، 2003
- سعادة الأدب : خلطات لبياتريس ديدييه (إد.)، 2005.

## الملاحظات والمراجع
1. ↑   https://www.theses.fr/1993PA080722. {{استشهاد ويب}}: |url= بحاجة لعنوان (مساعدة) والوسيط |title= غير موجود أو فارغ (من ويكي بيانات) (مساعدة)
2. ↑  "L'annuaire / a-Ulm". مؤرشف من الأصل في 2023-07-20. اطلع عليه بتاريخ 2023-07-24.
3. ↑  "La botte du cowboy : surexposition du cliché et sensibilité romanesque dans les romans cinéphiles de Christine Montalbetti". Études françaises. ج. 55 ع. 2: 29-41. 2019. مؤرشف من الأصل في 2023-05-19.
4. ↑  "Deux lauréates pour le prix Franz Hessel 2014". Livres Hebdo. 10 février 2015. مؤرشف من الأصل في 2023-07-10. اطلع عليه بتاريخ 11 février 2015. {{استشهاد ويب}}: تحقق من التاريخ في: |تاريخ الوصول= و|تاريخ= (مساعدة)
5. ↑  "« Trouville Casino », autopsie d'un braquage" (بfr-FR). Archived from the original on 2021-08-25. Retrieved 2023-07-24.{{استشهاد ويب}}:  صيانة الاستشهاد: لغة غير مدعومة (link)

## روابط خارجية
- صفحة كريستين مونتالبيتي على الموقع الإلكتروني للناشر بول.
- صفحة كريستين مونتالبيتي على موقع بيت الكتاب